# Путешествия Жюля Верна
«Путешествия Жюля Верна» (итал. Le straordinarie avventure di Jules Verne) — итальянский мультипликационный телесериал от Rai Fiction, созданный совместно с Lux Vide и анимационной студией Musicartoon. Сериал свободно представляет молодость известного французского писателя Жюля Верна, который в своих приключениях находит вдохновение для тех романов, которые сделают его известным писателем.

## Сюжет
Жюль Верн — очень образованный двадцатилетний юноша, который любит писать. Он часто сопровождает Артемиса Лукаса, редактора газеты Contes du Voyage, и его сотрудников в их фантастических путешествиях. Здесь Жюль покажет свою хитрость, а также любовь к Амели Лукас, дочери Артемиса. В бесчисленных путешествиях Жюль несколько раз столкнётся с капитаном Немо, человеком, который пытается завоевать мир.

## Озвучивание сериала
| Персонаж       | Оригинальное озвучивание | Русский дубляж   |
| Персонажи      | Персонажи                | Персонажи        |
| -------------- | ------------------------ | ---------------- |
| Жюль Верн      | Дермот Магеннис          | Антон Савенков   |
| Амели Лукас    | Реми Пертилл-Кларк       | Ирина Киреева    |
| Артемиус Лукас | Фабрицио Пуччи           |                  |
| Капитан Немо   | Марко Фоски              | Владимир Левашёв |

## Список серий
| №  | Название                | Дата выхода         | Роман-эквивалент                                        |
| -- | ----------------------- | ------------------- | ------------------------------------------------------- |
| 1  | Южная Африка            | 14 сентября 2013 г. | Приключения трёх русских и трёх англичан в Южной Африке |
| 2  | Наутилус                | 15 сентября 2013 г. | Двадцать тысяч лье под водой                            |
| 3  | Скала Обана             | 21 сентября 2013 г. | Зелёный луч                                             |
| 4  | Школа выживания         | 22 сентября 2013 г. | Школа Робинзонов                                        |
| 5  | Луна                    | 28 сентября 2013 г. | С Земли на Луну прямым путём за 97 часов 20 минут       |
| 6  | Гибралтар               | 29 сентября 2013 г. | Хиль Бралтар                                            |
| 7  | На царской земле        | 5 октября 2013 г.   | Михаил Строгов                                          |
| 8  | Золотой метеор          | 6 октября 2013 г.   | В погоне за метеором                                    |
| 9  | Карпаты                 | 12 октября 2013 г.  | Замок в Карпатах                                        |
| 10 | Вокруг света            | 13 октября 2013 г.  | Вокруг света за 80 дней                                 |
| 11 | Чарльстон               | 19 октября 2013 г.  | Прорвавшие блокаду                                      |
| 12 | Альбатрос               | 20 октября 2013 г.  | Робур-Завоеватель                                       |
| 13 | Река Нигер              | 26 октября 2013 г.  | Кловис Дардантор                                        |
| 14 | Река Амазонка           | 27 октября 2013 г.  | Жангада. Восемьсот льё по Амазонке                      |
| 15 | Полярный Сфинкс         | 2 ноября 2013 г.    | Ледяной сфинкс                                          |
| 16 | Центр Земли             | 3 ноября 2013 г.    | Путешествие к центру Земли                              |
| 17 | Сахара                  | 9 ноября 2013 г.    | Вторжение моря                                          |
| 18 | Таинственный остров     | 10 ноября 2013 г.   | Таинственный остров                                     |
| 19 | Бенгальский залив       | 16 ноября 2013 г.   | Паровой дом. Путешествие по Северной Индии              |
| 20 | Старая шахта            | 17 ноября 2013 г.   | Чёрная Индия                                            |
| 21 | Гора Эйри               | 23 ноября 2013 г.   | Властелин мира                                          |
| 22 | Золотая гора            | 24 ноября 2013 г.   | Золотой вулкан                                          |
| 23 | Ченслер                 | 30 ноября 2013 г.   | Ченслер                                                 |
| 24 | Сокровище Камиль Паши   | 7 декабря 2013 г.   | Удивительные приключения дядюшки Антифера               |
| 25 | Стальной город. Часть 1 | 8 декабря 2013 г.   | Пятьсот миллионов бегумы                                |
| 26 | Стальной город. Часть 2 | 14 декабря 2013 г.  | Пятьсот миллионов бегумы                                |